# ティラムック空港
ティラムック空港（ティラムックくうこう、英: Tillamook Airport、IATA: OTK、ICAO: KTMK、FAA LID: MTK）はアメリカ合衆国オレゴン州ティラムック郡、ティラムックの南3マイルにある、アメリカ海軍のティラムック海軍航空基地を前身とする飛行場。
同空港には航空基地時代に建設された世界最大の木造建築である飛行船格納庫を展示場とするティラムック航空博物館がある。

## 歴史
第二次世界大戦期、アメリカ海軍は沿岸防衛計画に基づき全米各地に17の飛行船格納庫を建設した。ティラムック海軍航空基地もその1つとして1942年に開設、1948年に閉鎖された。